# Lista över ledamöter av Sveriges riksdags första kammare 1875
Ledamöter av Sveriges riksdags första kammare 1875.
Yrkestiteln anger ledamöternas huvudsakliga sysselsättning. Riksdagsarbetet var vid den här tiden inget heltidsjobb.

## Stockholms stad
- Louis de Geer, f. 1818
- André Oscar Wallenberg, f. 1816
- Adolph Peyron, f. 1823
- Oscar Björnstjerna, generalmajor, f. 1819

## Stockholms län
- Ludvig af Ugglas, generalkonsul, f. 1814
- Axel Odelberg, f. 1805
- Anders Cederström, f. 1805
- Wilhelm Stråle, handlare, f. 1816

## Uppsala län
- Carl Reuterskiöld, f. 1816
- Pehr von Ehrenheim, universitetskansler, f. 1823
- Carl Emanuel De Geer, f. 1817

## Södermanlands län
- Axel Edvard Knut Mörner, f. 1824
- Gustaf Lagerbjelke, f. d. landshövding, f. 1817
- Claes Magnus Lewenhaupt, f. 1816
- Henning Ludvig Hugo Hamilton, f. 1814

## Östergötlands län
- Gustaf af Ugglas, f. 1820
- Eric af Klint, f. 1813
- Carl Edvard Ekman, f. 1826
- Carl Fredrik Bergstedt, f. 1817
- Julius Oscar Mörner, f. 1816
- Axel Adelswärd, f. 1828
- Gustaf Rudolf Abelin, generallöjtnant, f. 1819

## Norrköpings stad
- John Lenning, f. 1819

## Jönköpings län
- Herman Georg von Gegerfelt, f. 1817
- Fredrik Ludvig Salomon Hederstierna, f. d. kapten, f. 1828
- Carl Ribbing, f. 1826
- Fredrik von Strokirch, kammarherre, f. 1824
- Hartwig Odencrantz, vice häradshövding och notarie i Göta hovrätt, f. 1817
- Anders Andersson i Mosserudstorp, hemmansägare

## Kronobergs län
- Anders Magnus Koskull,  f. 1831
- Gustaf Lorentz Munthe, f. 1809
- Carl Göran Detlof Mörner, bruksägare, f. 1808
- Carl Johan Thyselius, f. 1811
- Carl Albin Holmberg, f. 1820

## Kalmar län, norra delen
- Johan Nordenfalk den yngre, f. 1830
- Gustaf de Maré, f. 1825
- Edvard Carleson, statsråd, f. 1820

## Kalmar län, södra delen
- Johan Fredrik Caspersson, f. 1813
- Johan Magnus Björnstjerna, f. 1805
- Carl Axel Mannerskantz,  f. 1809
- Leonard Dahm, f. 1812

## Gotlands län
- Nils Henning Rudolf Bernhard Horn, f. 1825

## Blekinge län
- Hans Wachtmeister, f. 1828
- Nils Samuel von Koch, f. 1801
- Edvard Meijer, f. 1822
- Carl Johan Alfred Skogman, f. 1820

## Kristianstads län
- Axel Knut Trolle-Wachtmeister, f. 1812
- Thomas Munck af Rosenschöld, f. 1813
- Axel Fredrik Wachtmeister, f. 1827
- Fabian Casimir Wrede, f. 1818
- Alfred Wilhelm Dufwa, vice häradshövding, fullmäktig i riksbanken, f. 1825
- Bror Bengt Gustaf von Geijer, f. 1816
- Per Nilsson i Kärra, hemmansägare, f. 1821

## Malmöhus län
- Corfitz Beck-Friis, f. 1824
- Magnus Hallenborg, f. 1828
- Jules Stiernblad, f. 1813
- Rudolf Tornérhjelm, f. 1814
- Jules von Schwerin, f. 1810
- Fritz Piper, f. 1807
- Carl von Platen, f. 1833
- Christoffer Olsson i Eskilstorp, f. 1820
- Otto Ramel, f. 1833

## Malmö stad
- Carl Gottreich Beyer, f. 1811

## Hallands län
- Peter von Möller, f. 1809
- Fredrik Brummer, f. 1806
- Carl Hammar, godsägare, f. 1819
- Oscar Alströmer, landshövding , f. 1811

## Göteborgs och Bohus län
- Olof Fåhræus, f. 1796
- Leonard Nordenfelt, f. 1827
- Wilhelm Leyonancker, f. 1818
- Sven Adolf Hedlund, boktryckare, f. 1821
- Arthur Koch, bruksägare, f. 1836

## Göteborgs stad
- Carl Fredrik Waern, bruksägare, f. 1819
- Johan Jacob Ekman, grosshandlare, f. 1815

## Älvsborgs län
- Fredrik Brusewitz, f. 1816
- Sven Lagerberg, f. 1822
- Theodor Berg, f. 1808
- Carl Rydqvist, f. 1806
- Salomon Larson, bruksägare, f. 1815
- Johannes Jansson i Ellenö, godsägare, f. 1810
- Anders Olsson i Bågeholm, bruksägare, f. 1810
- Johannes Petersson, fabriksidkare, f. 1813
- Conrad Svanberg, spegelfabrikör

## Skaraborgs län
- Hugo Bengt Archibald Hamilton, f. 1821
- Nils von Hofsten, f. 1828
- Gustaf Sparre, f. 1834
- Gustaf von Braun, f. 1813
- Gösta Posse, godsägare
- Carl Storckenfeldt, godsägare, f. 1812
- Anders Wallenius, f. 1833
- Anders Larsson i Bränninge, hemmansägare, f. 1822

## Värmlands län
- Gerhard Lagerstråle, f. 1814
- Johan Ulrik Wilhelm Croneborg, f. 1826
- Carl Hammarhjelm, f. 1822
- Anders Theodor Wijkander, f. 1821
- Herman Otto Falk, f. 1815
- Johan Henrik Rosensvärd, f. 1816
- Olof Nordenfeldt, kammarherre, f. 1826
- Carl Rhodin, bruksägare, f. 1823

## Örebro län
- Carl Oscar Troilius, f. 1813
- Robert Montgomery-Cederhielm, f. 1820
- Hugo Hamilton, godsägare, f. 1832
- Knut Cassel, f. 1821
- Nils Sundin, f. 1828

## Västmanlands län
- Knut Björkenstam, f. 1815
- Carl von Stockenström, f. 1818
- Lars Lindberg, bruksägare, f. 1817

## Kopparbergs län
- Nils Fröman, f. 1816
- Patric Reutersvärd, f. 1820
- Excellensen Gustaf Sparre, f. 1802
- Erik Mauritz Sundell, borgmästare i Falun, f. 1819
- Theodor Svedberg, bruksägare, f. 1817
- Henrik Gahn, bruksägare, f. 1820

## Gävleborgs län
- Casimir Petré, f. 1831
- Edvard Frisk, f. 1819
- Julius Brun, f. 1818
- Fredrik Ferdinand Carlson, f. 1811
- Robert Rettig, f. 1818

## Västernorrlands län
- Anders Ros, f. 1806
- Jonas Widén, lektor i Härnösand, f. 1824
- Fredrik Burman, f. 1819
- Svante Hamberg, grosshandlare

## Jämtlands län
- Axel Bennich, f. 1817
- Gustaf Asplund, f. 1826

## Västerbottens län
- Herman Rydin, f. 1822
- Gustaf Fridolf Almquist, f. 1814
- Frithiof Grafström, överhovpredikant, f. 1827

## Norrbottens län
- Adolf Wilhelm Roos, generalpostdirektör
- Sigurd Ribbing, f. 1816